# Wappen Vietnams
Das offizielle Wappen Vietnams trägt, wie in der Flagge Vietnams, in der Mitte einen Stern.

## Beschreibung

Flagge Vietnams

Blasonierung: Im roten von einem goldenen Ährenkranz umgebenen Rundschild zwischen Reisähren ein goldenes Zahnrad über dem ein fünfzackiger goldener facettierter Stern schwebt. Der Kranz ist mit einer roten goldgerandeten Devisenschleife beidseitig gebunden und zeigt vorn in goldenen Buchstaben den Staatsnamen: „Cộng hoà xã hội chủ nghĩa Việt Nam“ (Sozialistische Republik Vietnam).
Symbolik: Der Stern symbolisiert Arbeiter, Bauern, Soldaten, Intellektuelle und die Jugend. Der rote Hintergrund steht für Erfolg und Revolution. Als Rand dienen Kornähren. Zahnrad und Reisährenkranz versinnbildlichen das enge Bündnis von Arbeitern und Bauern.
Die Ähren sind mit einer roten Schleife gebunden. In der unteren Hälfte des Wappens steht der Staatsname auf Vietnamesisch:
„Cộng hoà xã hội chủ nghĩa Việt Nam“
(Sozialistische Republik Vietnam)
Blasonierung Südvietnam: In Gold ein blauer laufender asiatischer Drache über drei roten schmalen Pfählen.

## Geschichte

Wappen Südvietnams

Südvietnam wurde 1954 unabhängig und nahm ein Staatswappen an, das einen Drachen vor dem Flaggenbild zeigte. 1955 wurde ein neues Siegel eingeführt, aus dem 1957 ein Staatswappen wurde und das aus einer Bambusstaude neben Pinsel und Schwert bestand. Von 1963 bis 1976 kehrte man wieder zum Flaggenbild zurück.
In Nordvietnam legte man am 30. November 1955 ein im sowjetischen Stil gehaltenes Staatswappen fest. Es zeigt auf rotem Grund den Stern aus der Nationalflagge, Zahnrad und Reisährenkranz.
Mit der vietnamesischen Wiedervereinigung am 2. Juli 1976 wurde das Wappen schließlich zum offiziellen Wappen Vietnams.